# صوفيا أميرة غلوستر
الأميرة صوفيا ماتيلدا أميرة جلوستر (بالإنجليزية: Princess Sophia of Gloucester)‏ (29 مايو 1773 - 29 نوفمبر 1844) كانت حفيدة الملك جورج الثاني ملك بريطانيا العظمى وابنة الملك جورج الثالث .